# Stradario di Torregrotta
Questa lista è suscettibile di variazioni e potrebbe essere incompleta o non aggiornata.

Questa lista raccoglie l'elenco delle strade di Torregrotta. Accanto al nome sono presentate due tipi di informazioni:
- il luogo, l'evento o il personaggio a cui è intitolata la via, in forma di collegamento alla relativa voce dell'enciclopedia, e/o attraverso una breve descrizione direttamente in questa pagina.
- dati generali della via o della piazza compresa la posizione, le strade contigue, le caratteristiche, gli edifici di interesse pubblico presenti e, se disponibile, anche l'atto di istituzione con breve descrizione storica.

## A
via Dante Alighieri
(Firenze, 1265 – Ravenna, 1321) poeta, scrittore e politico.
Da via Nazionale senza uscita, lunghezza 125,3 m.
via Archimede
(Siracusa, 287 a.C. circa – Siracusa, 212 a.C.) matematico, fisico e inventore.
Da viale Europa senza uscita, lunghezza 120 m.

## B

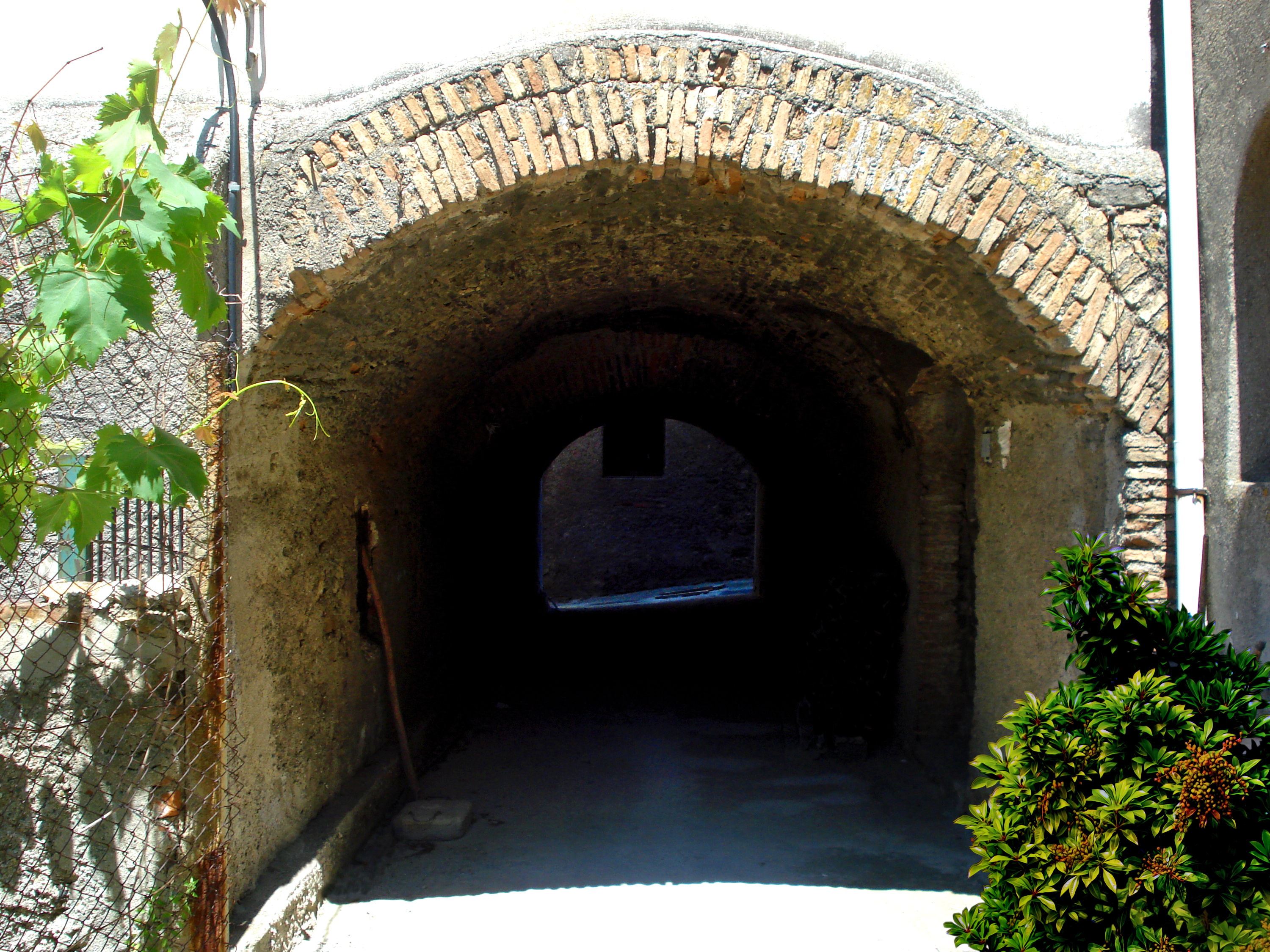
Vico Cesare Battisti

via torrente Bagheria
Torrente siciliano affluente del Niceto.
Da via XXI ottobre, lunghezza 138 m.
vico Cesare Battisti
(Trento, 1875 – Trento, 1916) patriota, giornalista e politico.
Da via XXI ottobre senza uscita, lunghezza 68 m. Delibera del Podestà dell’8 novembre 1930.
via Vincenzo Bellini
(Catania, 1801 – Puteaux, 1835) compositore.
Da via XXI Ottobre senza uscita, lunghezza 222,1 m.
via Benefizio
Da via Mezzasalma a via Salvo D’Acquisto, lunghezza 576 m. È una strada intercomunale tra Torregrotta e Monforte San Giorgio. Fu indicata anticamente come strada Casino.

## C

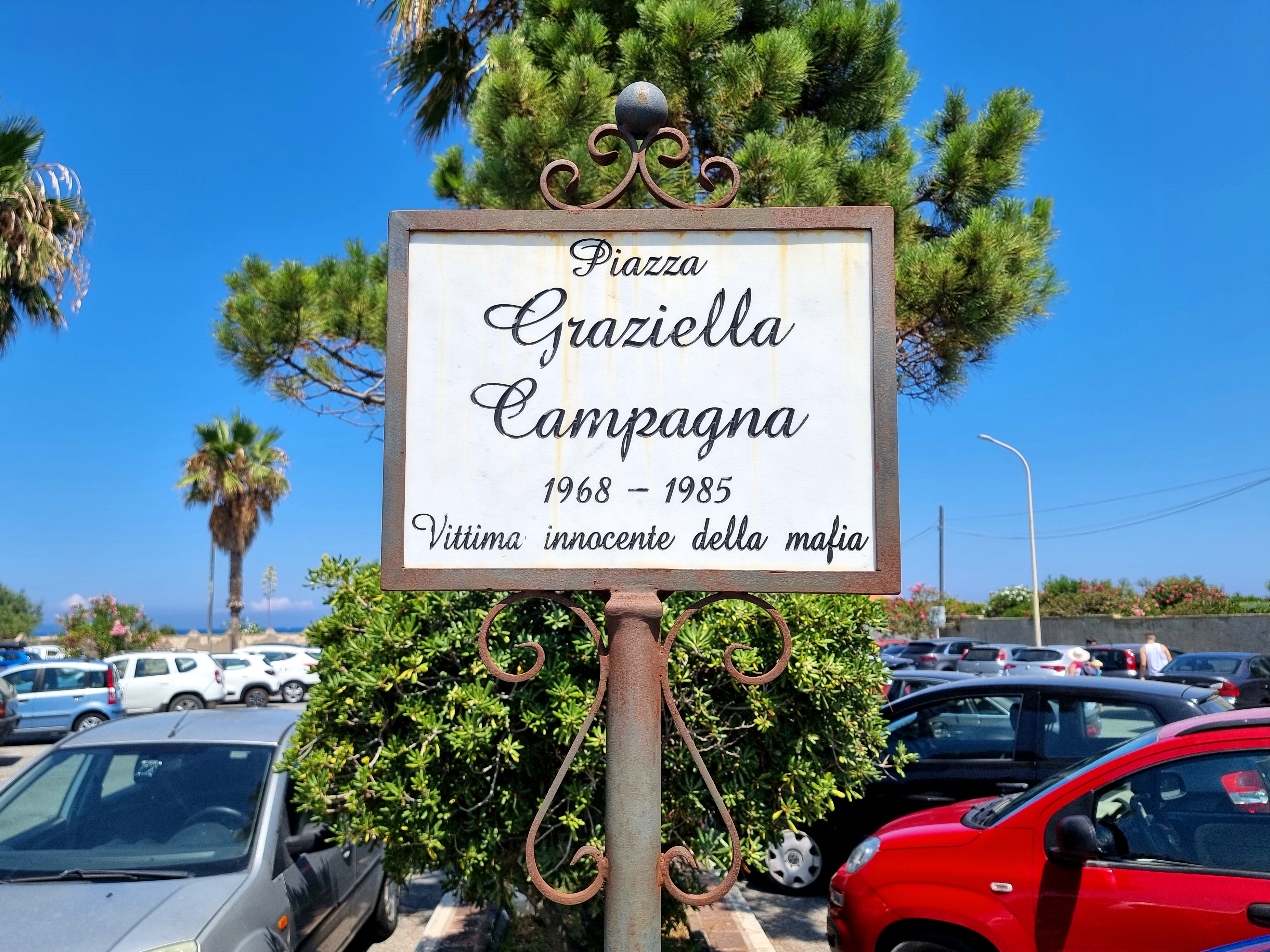
Cartello odonomastico di piazza Graziella Campagna

via tenente Nino Calderone
Da via Alcide De Gasperi senza uscita, lunghezza 83,6 m.
piazza Graziella Campagna
(Saponara, 1968 – Villafranca Tirrena, 1985) vittima di mafia.
Insieme a via Rosario Livatino e largo Peppino Impastato costituisce il lungomare di Torregrotta. Intitolata con delibera della giunta comunale n. 132 del 07 dicembre 2021
via Luigi Capuana
(Mineo, 1839 – Catania, 1915) scrittore e giornalista.
Da via Luigi Sturzo a viale Europa, lunghezza 128 m.
via Giosuè Carducci
(Valdicastello, 1835 – Bologna, 1907) poeta e scrittore.
Da via Libertà senza uscita, lunghezza 50 m.
via Catania
Capoluogo di provincia siciliano
Da corso Sicilia, lunghezza 105 m. Lungo la via sorge il polo scolastico comprendente la scuola dell'infanzia Grazia Deledda e la primaria Renato Guttuso.
via Bartolo Cattafi
(Barcellona Pozzo di Gotto, 1922 – Milano, 1979) poeta.
Da viale Europa a via Pietro Nenni, lunghezza 73 m.
via dei Cipressi
Dalla strada provinciale 59 Torregrotta - Roccavaldina senza uscita, lunghezza 197,5 m. È la via che conduce al parcheggio del cimitero comunale.
vico Francesco Crispi
(Ribera, 1818 – Napoli, 1901) patriota e politico.
Da via XXI ottobre senza uscita, lunghezza 16,9 m. Delibera del Podestà dell’8 novembre 1930.
via Crocieri
Da via Nazionale a strada provinciale 59 Torregrotta - Roccavaldina, lunghezza 2881 m. Si trova lungo via Crocieri il polo scolastico comprendente la scuola dell'infanzia Vitaliano Brancati, la primaria Salvatore Quasimodo e il nido Primi passi. In origine fu indicata come strada Crociera per via del fatto che forma una croce con la via XXI Ottobre. Prima di assumere l’attuale odonimo fu denominata via del Cimitero con deliberazione del podestà dell’8 novembre 1930.

## D

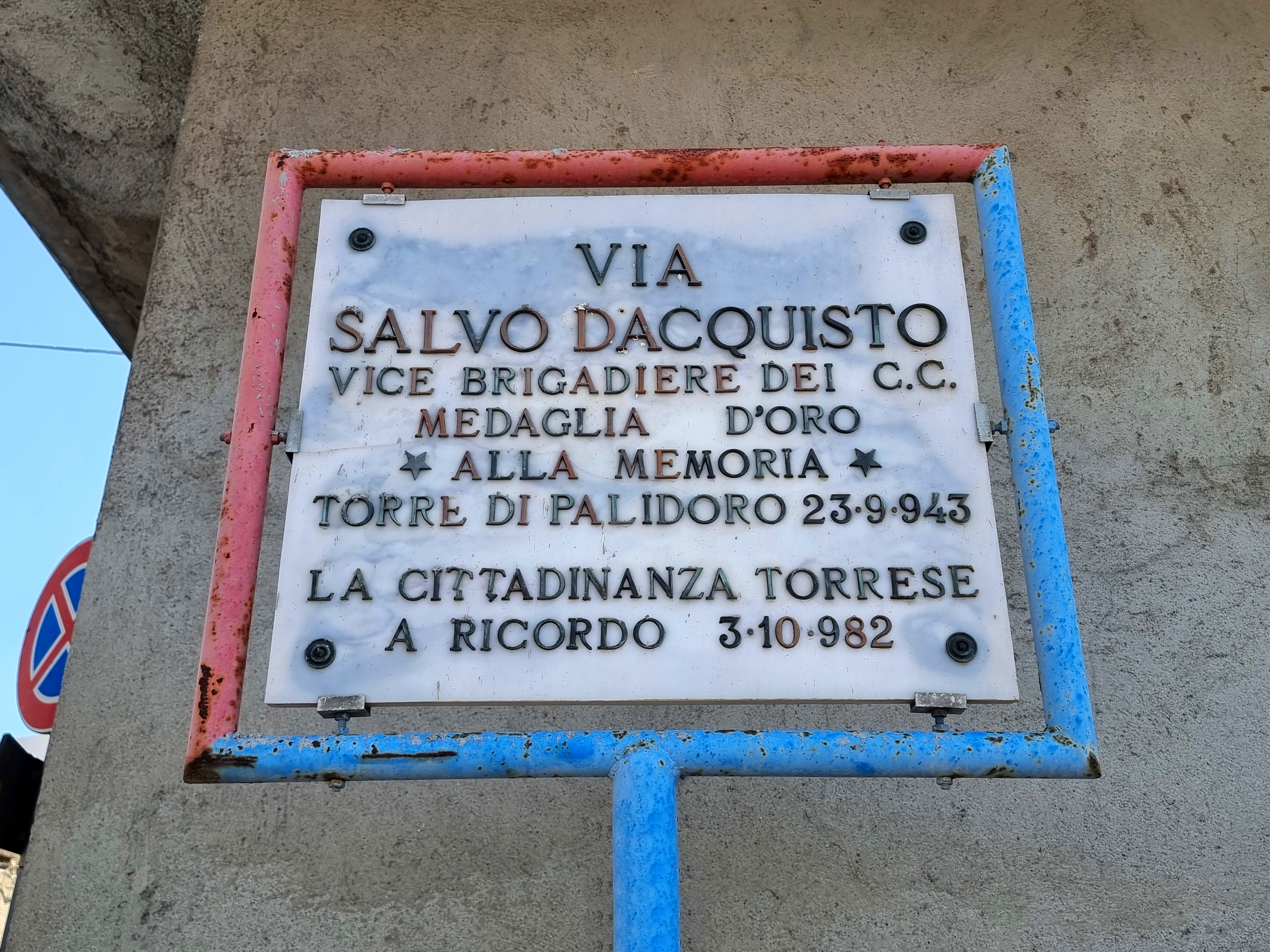
Cartello odonomastico di via Salvo D'Acquisto

via Antonello da Messina
(Messina, fra 1425 e 1430 – Messina, 1479) pittore.
Da viale Europa senza uscita, lunghezza 120 m.
via Salvo D'Acquisto
(Napoli, 1920 – Roma, 1943) vicebrigadiere dell'Arma dei Carabinieri Reali, eroe della seconda guerra mondiale.
Da via XXI ottobre a via Benefizio, lunghezza 289 m.
via Alcide De Gasperi
(Pieve Tesino, 1881 – Borgo Valsugana, 1954) politico e patriota.
Da via XXI ottobre a viale Europa, lunghezza 178 m.
via Eduardo De Filippo
(Napoli, 1900 – Roma, 1984) drammaturgo, attore, registra.
Da viale Europa senza uscita, lunghezza 232,5 m.
via canonico Annibale Maria Di Francia
(Messina, 1851 – Messina,1927) sacerdote.
Da via XXI ottobre a viale Europa, lunghezza 356,7 m.

## E

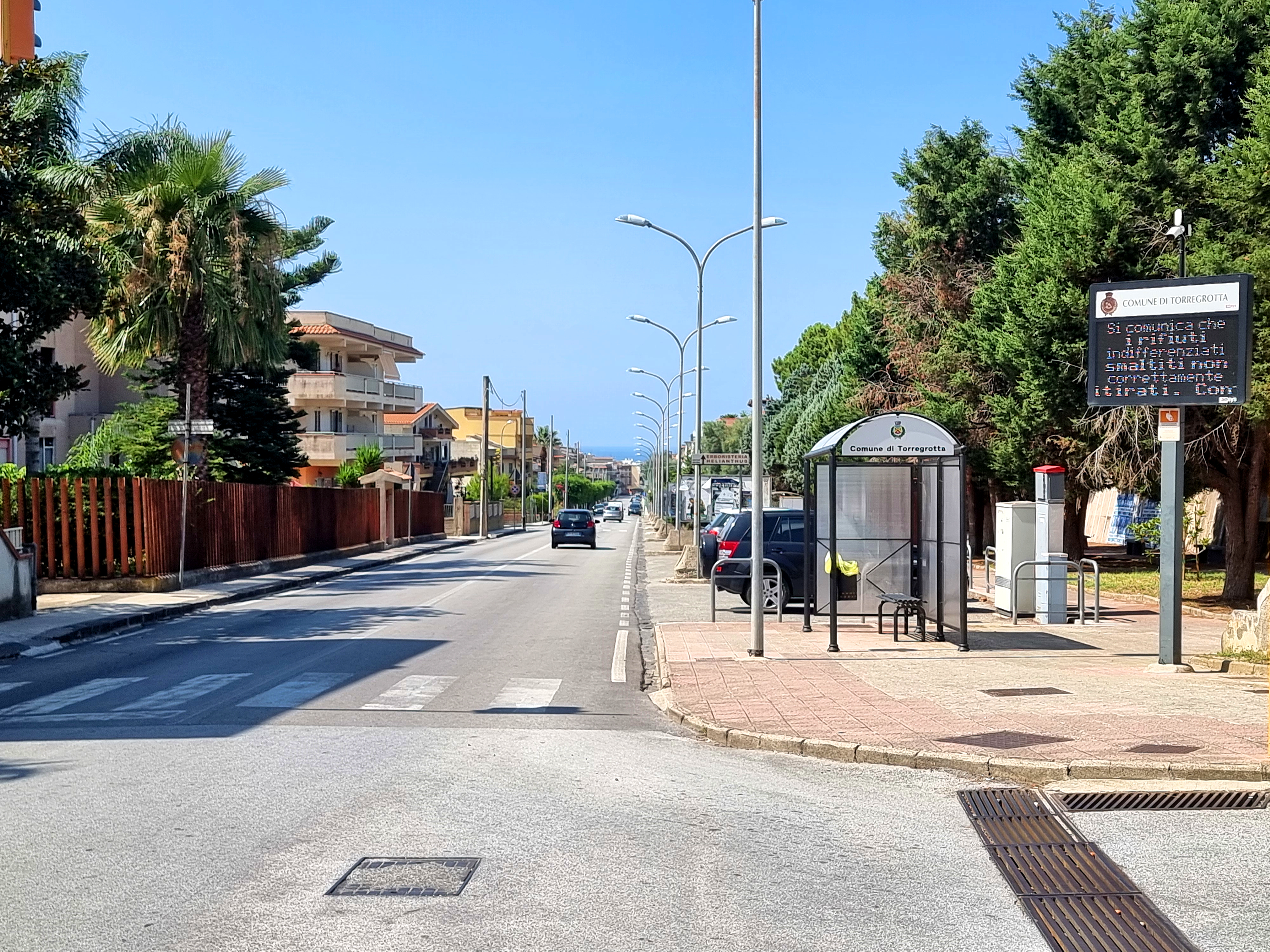
Viale Europa

viale Europa
Continente.
Da via XXI Ottobre a via XXI Ottobre, lunghezza 2600 m. Sul viale sono presenti la stazione ferroviaria e lo stadio comunale Pietro Gangemi.

## F
via Enrico Fermi
(Roma, 1901 – Chicago, 1954) fisico.
Da via Industriale senza uscita, lunghezza 146 m.
vico Fabio Filzi
(Pisino, 1884 – Trento, 1916) patriota irredentista italiano.
Da via XXI ottobre senza uscita, lunghezza 41,9 m. Delibera del Podestà dell’8 novembre 1930.
via Ugo Foscolo
(Zacinto, 1778 – Londra, 1827) poeta, scrittore e traduttore.
Da via Giacomo Matteotti senza uscita, lunghezza 42 m.

## G
via Galileo Galilei
(Pisa, 1564 – Arcetri, 1642) fisico, astronomo, filosofo.
Da viale Europa senza uscita, lunghezza 232,5 m.
via Giuseppe Garibaldi
(Nizza, 1807 – Caprera, 1882) generale, patriota condottiero e politico.
Da via XXI ottobre senza uscita, lunghezza 150 m.
via Giotto
(Colle di Vespignano-Vicchio, 1267 circa – Firenze, 1337) pittore a architetto.
Da via Luigi Sturzo a viale Europa, lunghezza 144 m.
via Papa Giovanni XXIII
(Sotto il Monte, 1881 – Città del Vaticano, 1963) papa della Chiesa cattolica e vescovo di Roma.
Da via Pasquale Sfameni a piazza Santa Maria della Scala, lunghezza 34 m.
via Antonio Gramsci
(Ales, 1891 – Roma, 1937) politico, filosofo, giornalista.
Da via Giacomo Matteotti a via Canonico Annibale Maria Di Francia, lunghezza 177,4 m.
via Gianni Grillo
Da viale Europa senza uscita, lunghezza 350 m. Intitolata con delibera della giunta comunale n. 158 del 27 dicembre 2023.

## I

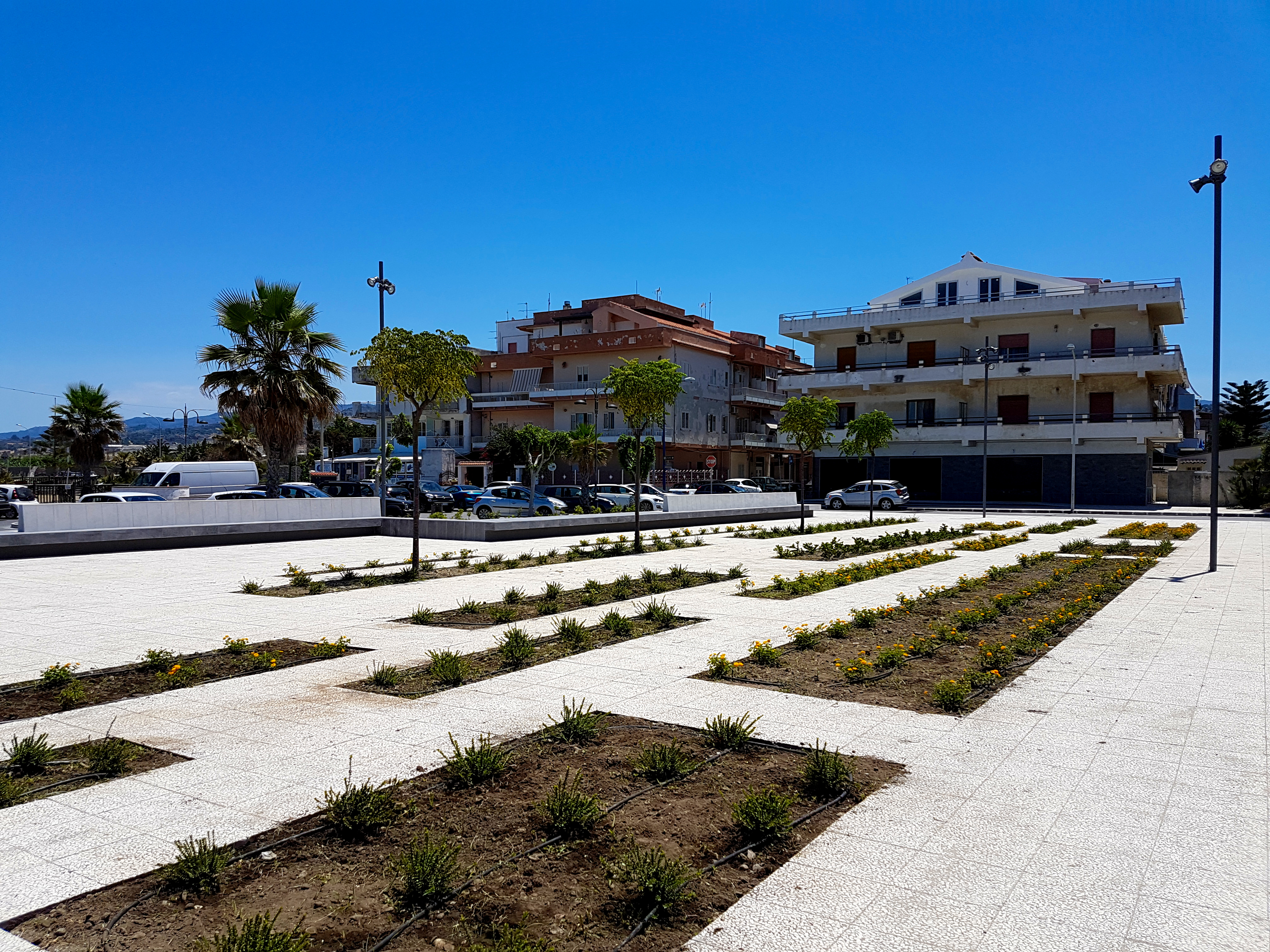
Largo Peppino Impastato

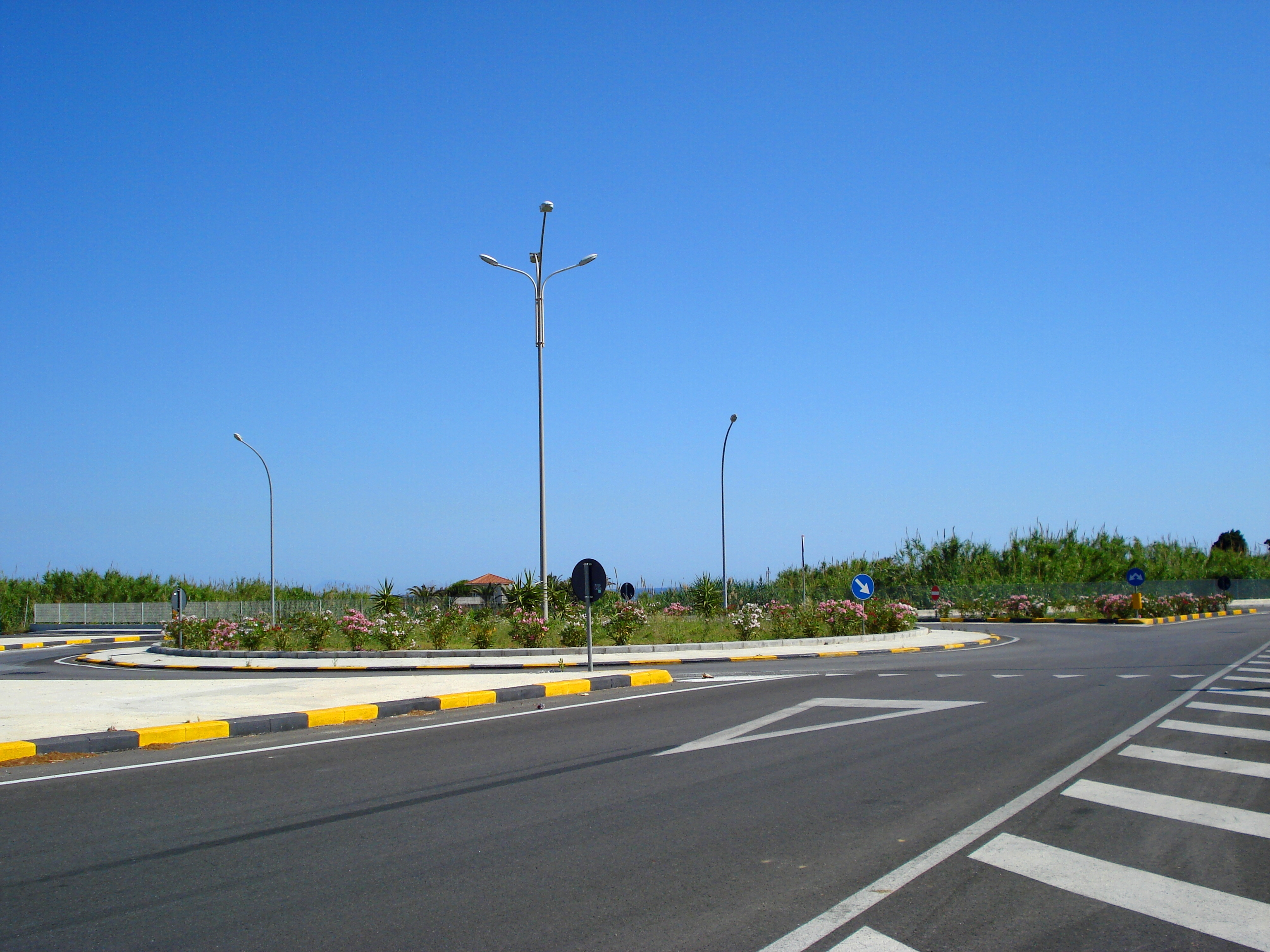
La rotonda tra via Industriale, via Rosario Livatino e l'asse viario Milazzo-Torregrotta

largo Peppino Impastato
(Cinisi, 1948 – Cinisi, 1978) giornalista, conduttore radiofonico, vittima di mafia.
Insieme a via Rosario Livatino e piazza Graziella Campagna costituisce il lungomare di Torregrotta. Intitolato con delibera della giunta comunale n. 158 del 27 dicembre 2023.
via Industriale
Da via Nazionale a via Rosario Livatino, lunghezza 480 m.
vico IV novembre
Giorno dell'Unità nazionale e commemorazione del Milite Ignoto.
Da via XXI Ottobre senza uscita, lunghezza 16,5 m. Delibera del Podestà dell’8 novembre 1930.

## L
via Giorgio La Pira
(Pozzallo, 1904 – Firenze, 1977) politico e giurista.
Da via Crocieri senza uscita, lunghezza 60 m.
via Giacomo Leopardi
(Recanati, 1798 – Napoli, 1837) poeta, filosofo e scrittore.
Da via XXI ottobre senza uscita, lunghezza 44,3 m.
via Libertà
Da via XXI ottobre a viale Europa, lunghezza 128 m.
via Rosario Livatino
(Canicattì, 1952 – Agrigento, 1990) magistrato vittima di mafia.
Da via Industriale a limite comunale con Valdina, lunghezza 1320 m. Coincide con il lungomare torrese insieme a largo Peppino Impastato e piazza Graziella Campagna.

## M
via Niccolò Machiavelli
(Firenze, 1469 – Firenze, 1527) scrittore, filosofo, politico.
Da via Pasquale Sfameni a piazza Santa Maria della Scala, lunghezza 32,8 m.
via Ettore Majorana
(Catania, 1906 – Mazara del Vallo, 1938 (morte presunta)) fisico.
Da viale Europa senza uscita, lunghezza 293 m.
via Alessandro Manzoni
(Milano, 1785 – Milano, 1873) scrittore e poeta.
Da via Giacomo Matteotti senza uscita, lunghezza 61,5 m, strada privata aperta al transito.

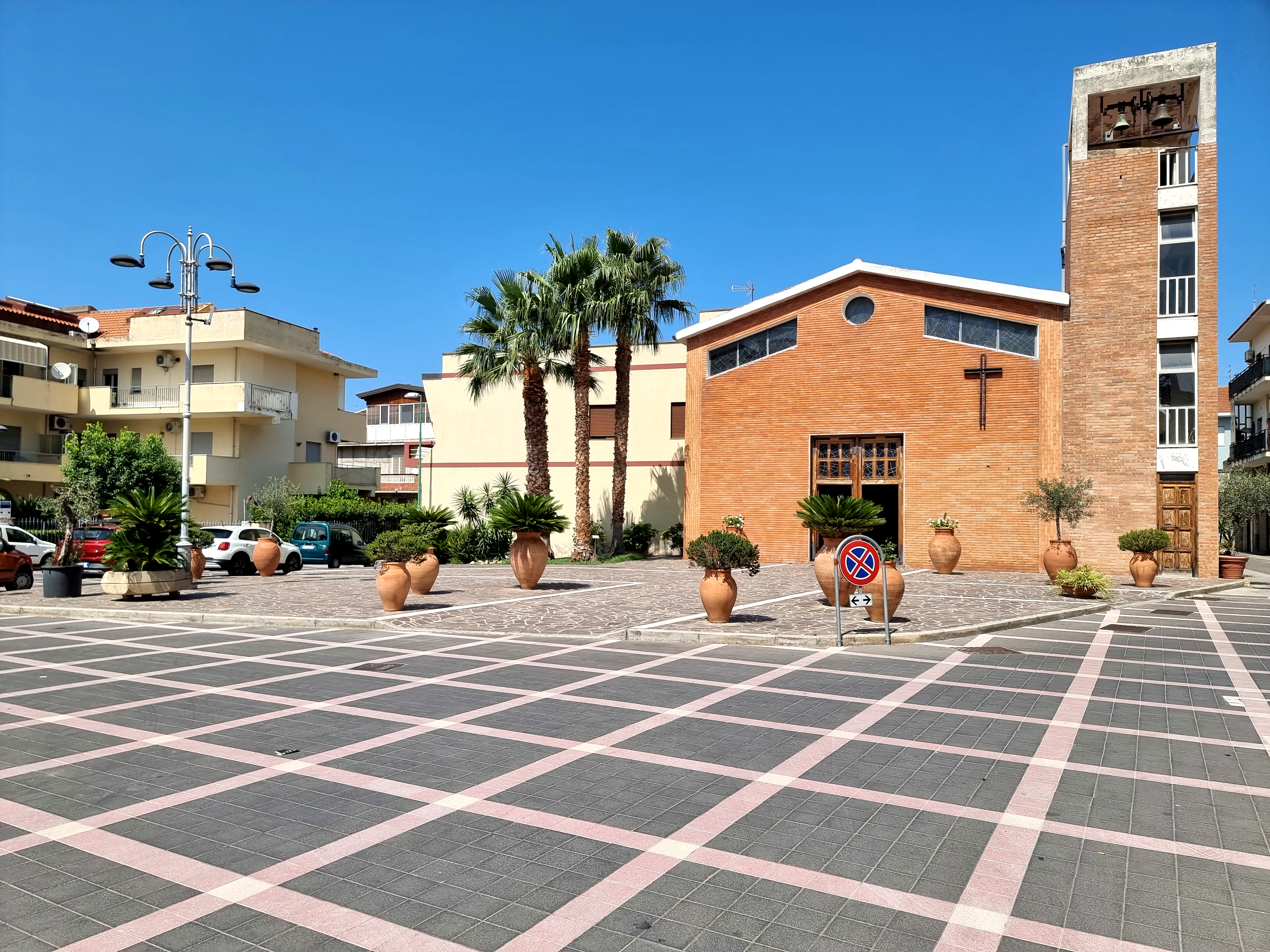
Scorcio di piazza Santa Maria della Scala

piazza Santa Maria della Scala
Dedicata alla Madonna della Scala.
Tra via Montenevoso, via Papa Giovanni XXIII e via Niccolò Machiavelli. Nella piazza sorge l'omonima chiesa.
via Guglielmo Marconi
(Bologna, 1874 – Roma, 1937) inventore e imprenditore.
Da viale Europa senza uscita, lunghezza 102,4 m.
via Nino Martoglio
(Belpasso, 1870 – Catania, 1921) regista, sceneggiatore, scrittore.
Da viale Europa senza uscita, lunghezza 150 m. Si trova lungo la via il centro comunale di raccolta.

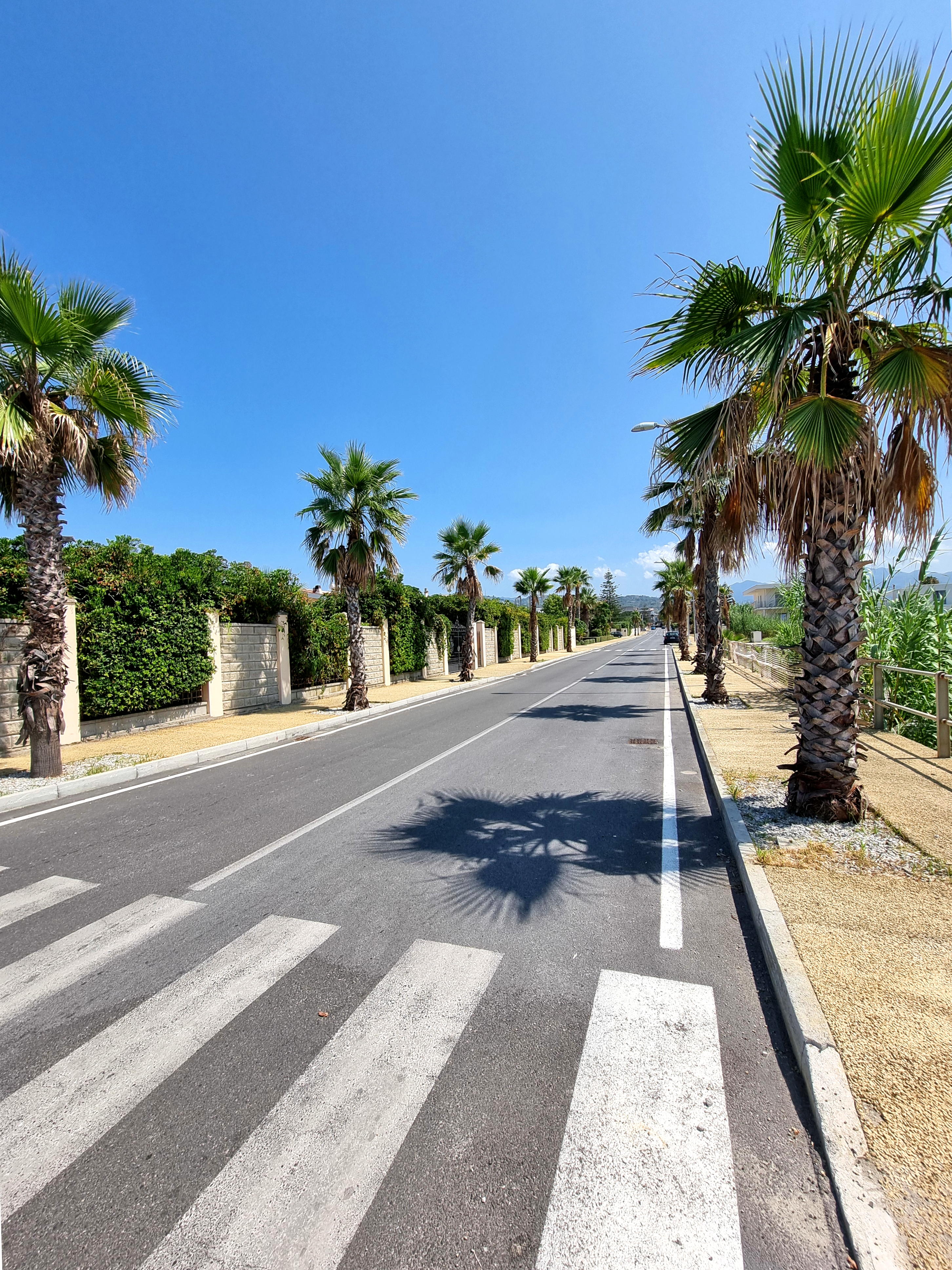
Via Piersanti Mattarella

via Pietro Mascagni
(Livorno, 1863 – Roma, 1945) compositore e direttore d’orchestra.
Da via XXI ottobre senza uscita, lunghezza 184,9 m.
via Piersanti Mattarella
(Castellammare del Golfo, 1935 – Palermo, 1980) politico, presidente della regione siciliana, vittima di mafia.
Da via Nazionale a via Rosario Livatino, lunghezza 408 m.
via Giacomo Matteotti
(Fratta Polesine, 1885 – Roma, 1924) politico, giornalista e antifascista.
Da via XXI ottobre a viale Europa, lunghezza 268,2 m.
via Messina
Capoluogo di provincia siciliano
Da via Rosario Livatino, lunghezza 425 m.
via Mezzasalma
Famiglia aristocratica siciliana.
Da viale Europa a via Benefizio, lunghezza 478 m. Lungo la via sono presenti il palazzo comunale, la scuola primaria Leonardo Sciascia e la chiesa di S. Paolino. Anticamente fu indicata come strada Bucceri, derivazione dell’originario termine francese boucher - dominazione normanna o angioina - che significa macellaio. Con delibera del Podestà dell’8 novembre 1930 fu intitolata alla famiglia aristocratica siciliana dei Mezzasalma che fece onore alla città. Basti ricordare l’attività svolta da Pietro Mezzasalma affinché Torregrotta diventasse comune autonomo.
via dei Mille
Formazione militare garibaldina durante l’omonima spedizione.
Da via XXI Ottobre a via XXI ottobre, lunghezza 96,4 m. Delibera del Podestà dell’8 novembre 1930.
via Montenevoso
Montagna della Slovenia.
Da via Nazionale a Corso Sicilia, lunga 182,9 m, attraversa piazza Santa Maria della Scala. Fu nota anticamente come strada Scala e nel 1930 con deliberà del podestà dell’8 novembre fu denominata via del Lido. Nel documento di divisione del catasto tra Torregrotta e Roccavaldina del 1932 viene indicata come via Mariano Monte Nuovo, trasformato successivamente nell’attuale via Montenevoso.
vico Montegrappa
Massiccio montuoso nelle Prealpi venete.
Da via XXI Ottobre a via Roma, lunghezza 18 m. Delibera del Podestà dell’8 novembre 1930.
via Angelo Musco
(Catania, 1871 – Milano, 1937) attore.
Da via Crocieri a via Antonello da Messina, lunghezza 266,3 m.

## N
via Nazionale
Dal confine con Valdina al confine con Monforte San Giorgio, lunga 1360 m, coincide con il tratto urbano torrese della Strada statale 113 Settentrionale Sicula.
via Pietro Nenni
(Faenza, 1891 – Roma, 1980) politico e giornalista.
Da viale Europa, lunghezza 305 m.

## O
vico Guglielmo Oberdan
(Trieste, 1858 – Trieste, 1882) patriota irredentista italiano.
Da via XXI ottobre a via XXI ottobre, lunghezza 109,1 m. Delibera del Podestà dell’8 novembre 1930.

## P
via Palermo
Capoluogo della regione siciliana.
Da corso Sicilia a via Messina, lunghezza 41,5 m.
via Giovanni Pascoli
(San Mauro di Romagna, 1855 – Bologna, 1912) poeta e critico letterario.
Da via Dante Alighieri senza uscita, lunghezza 42,2 m.
via Cesare Pavese
(Santo Stefano Belbo, 1908 – Torino, 1950) scrittore, poeta, traduttore.
Da viale Europa senza uscita, lunghezza 140 m.
via Silvio Pellico
(Saluzzo, 1789 – Torino, 1854) scrittore, poeta e patriota.
Da via Giacomo Matteotti senza uscita, lunghezza 43 m. Si trova qui la scuola secondaria di primo grado Dante Alighieri.
via Francesco Petrarca
(Arezzo, 1304 – Arquà, 1374) scrittore e poeta.
Da via Giacomo Matteotti senza uscita, lunghezza 42 m. Al termine della via sorge la cupola geodetica.

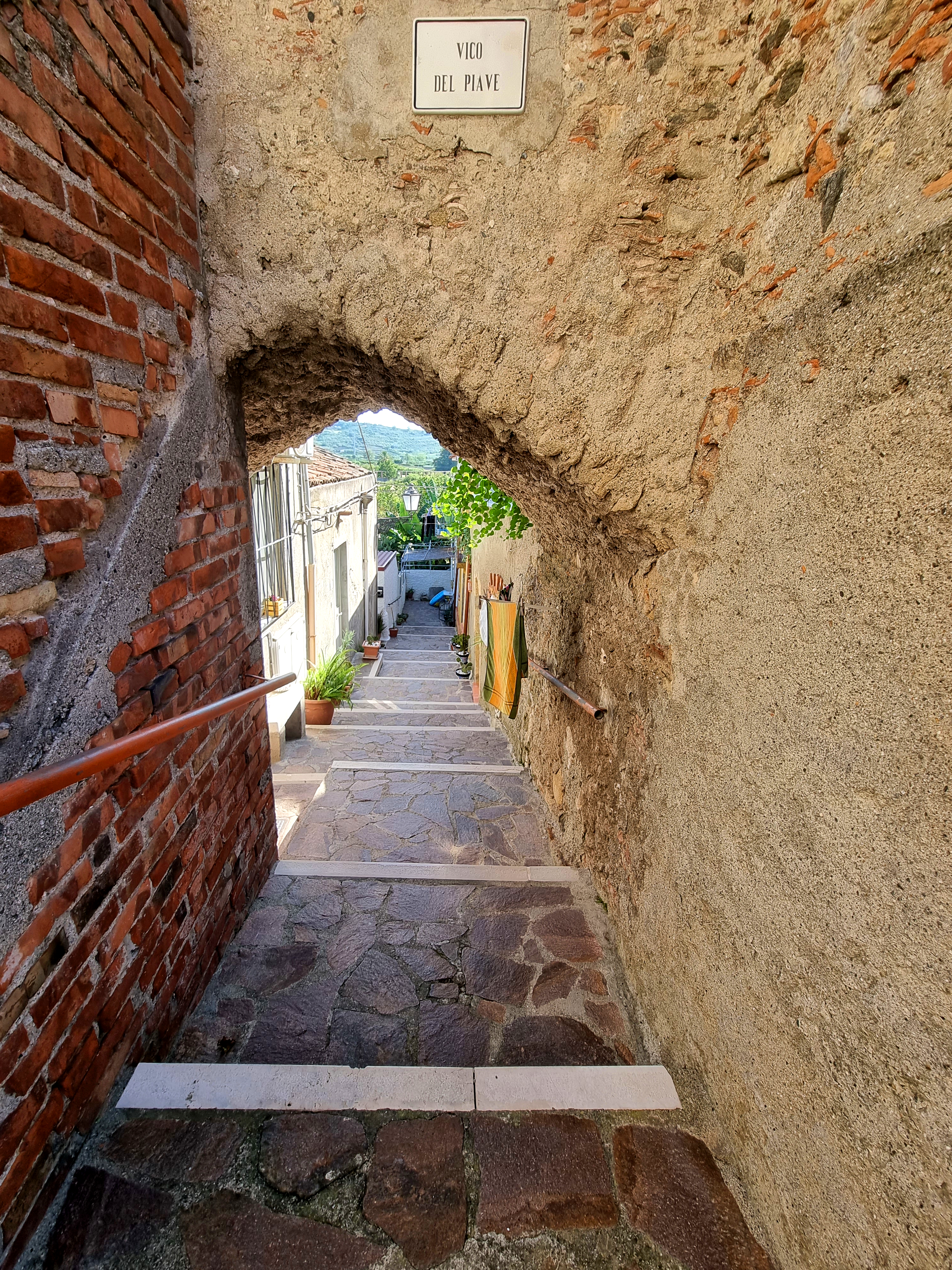
Vico del Piave

vico del Piave
Fiume italiano.
Da via XXI Ottobre senza uscita, lunghezza 25,3 m. Delibera del Podestà dell’8 novembre 1930.
via Luigi Pirandello
(Agrigento, 1867 – Roma, 1936) drammaturgo, scrittore e poeta.
Da via XXI ottobre a via Crocieri, lunghezza 270 m.
vico Primo Nazionale
Da via Nazionale senza uscita, lunghezza 52 m.

## Q
via Salvatore Quasimodo
(Modica, 1901 – Napoli, 1968) poeta e traduttore, premio Nobel per la letteratura nel 1959.
Da via XXI ottobre senza uscita, lunghezza 150 m.

## R
via Roma
Dedicata alla capitale d'Italia, la città di Roma.
Da via XXI Ottobre a via XXI ottobre, lunghezza 146 m. Nel 1930 con delibera del Podestà dell’8 novembre fu denominata via dei Vespri in ricordo dei Vespri siciliani del 1282. Divenne via Roma nel 1932 quando per volere del regime fascista ogni città italiana dovette inserire nelle proprie strade una via dedicata alla Capitale per festeggiare il decennale della “marcia su Roma”.

## S
vico Nazario Sauro
(Capodistria, 1880 – Pola, 1916) comandante marittimo e patriota irredentista italiano.
Da via XXI Ottobre senza uscita, lunghezza 19,6 m. Delibera del Podestà dell’8 novembre 1930.
via Pasquale Sfameni
(Torregrotta, 1868 – Torregrotta, 1955) medico e scienziato.
Da via Nazionale a via Rosario Livatino, lunghezza 515,3 m.
corso Sicilia
Isola e regione italiana.
Da via Nazionale a via Rosario Livatino, lunghezza 480,7 m.
via Siracusa
Capoluogo di provincia siciliano
Da corso Sicilia, lunghezza 50 m.
via Luigi Sturzo
(Caltagirone, 1871 – Roma, 1959) presbitero e politico.
Da via Alcide De Gasperi a via canonico Annibale Maria Di Francia, lunghezza 171,6 m.

## T
via Giuseppe Tomasi di Lampedusa
(Palermo, 1896 – Roma, 1957) nobile e scrittore.
Da via Mezzasalma a via Libertà, lunghezza 184 m.
vico Trento
Capoluogo di provincia del Trentino-Alto Adige
Da via XXI Ottobre senza uscita, lunghezza 59,6 m. Delibera del Podestà dell’8 novembre 1930.
vico Trieste
Capoluogo della regione Friuli-Venezia Giulia
Da via XXI Ottobre senza uscita, lunghezza 71,2 m. Delibera del Podestà dell’8 novembre 1930.
piazza Giovanni Tripoli
(Torregrotta, 1916 - Messina, 1964), insegnante, sindaco di Torregrotta.
Tra via XXI ottobre e via Crocieri.

## U

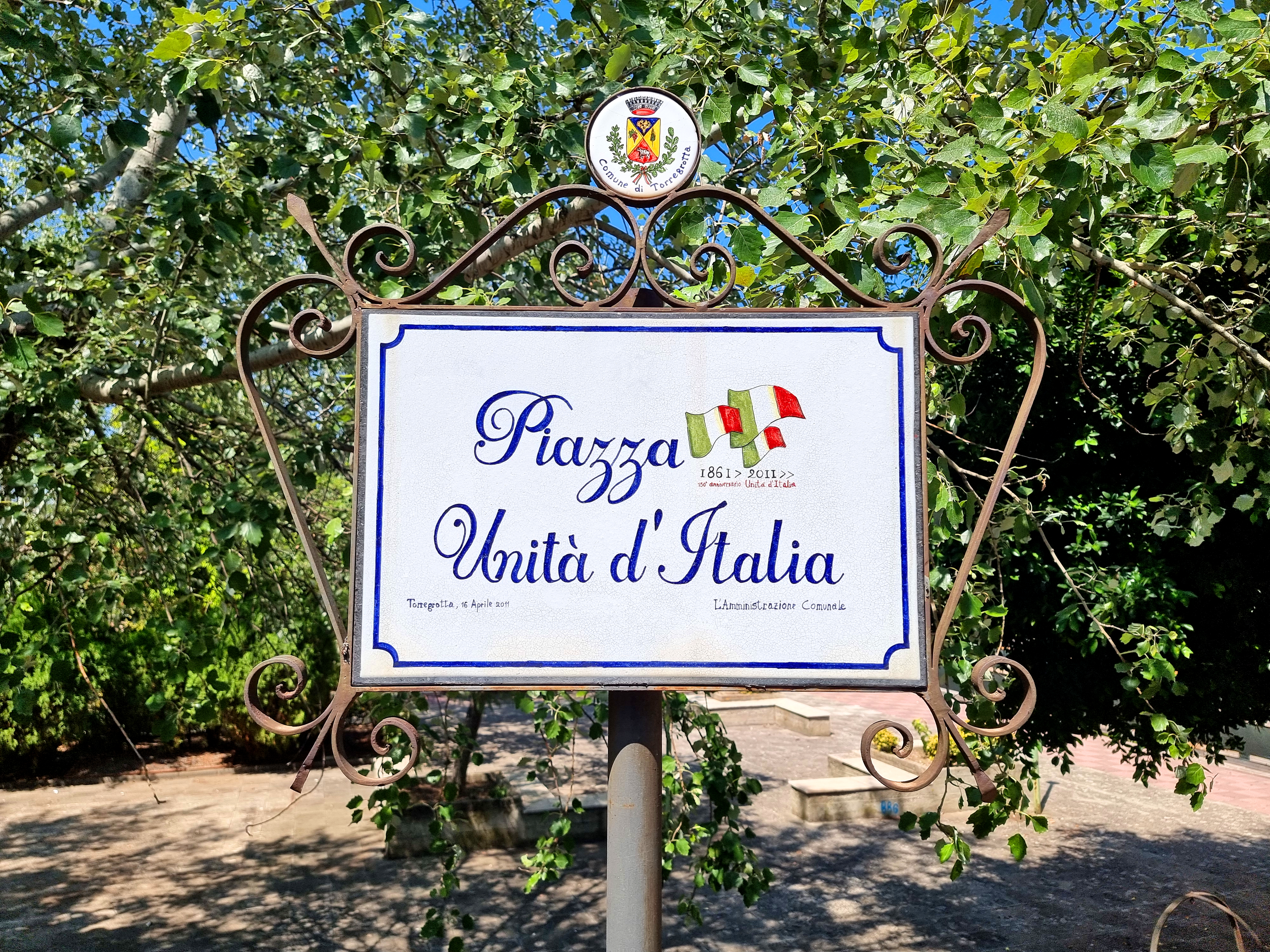
Cartello odonomastico di piazza Unità d'Italia

piazza Unità d’Italia
In ricordo della nascita dello Stato unitario italiano.
Tra viale Europa, via Giuseppe Tomasi di Lampedusa e via Mezzalsama. Fu intitolata in occasione del 150º anniversario dell’unità d’Italia con delibera della giunta comunale n. 29 del 16 febbraio 2011. In precedenza era nota coma piazza Centro.

## V
via Giuseppe Verdi
(Le Roncole, 1813 – Milano, 1901) compositore e politico.
Da via XXI ottobre senza uscita, lunghezza 61,8 m.
via Giovanni Verga
(Catania, 1840 – Catania, 1922) scrittore, drammaturgo e senatore italiano.
Da via XXI Ottobre a viale Europa, lunghezza 209 m. Si trova lungo la via il polo servizi comprendente il centro ricreativo polifunzionale comunale, la biblioteca comunale, il presidio territoriale di emergenza (P.T.E.), la guardia medica e diversi uffici comunali.
via San Vito
(Mazara del Vallo, III secolo – Lucania, 303) martire venerato della Chiesa cattolica come Santo.
Da via XXI ottobre al confine con Roccavaldina, lunghezza 975 m.
via Alessandro Volta
(Como, 1745 – Como, 1827) chimico e fisico.
Da via Canonico Annibale Maria di Francia senza uscita, lunghezza 57,9 m, strada privata aperta al transito.

## X
via XXI ottobre
In memoria della data nella quale fu ottenuta l’autonomia comunale.
Da via Nazionale al confine con Roccavaldina, lunghezza 3320 m. Lungo la via sono presenti la scuola dell’infanzia madre Teresa di Calcutta e le chiese del Santissimo Crocifisso e di S. Giuseppe. Nota in precedenza come strada rotabile, fu così denominata nel 1930 con delibera del podestà dell’8 novembre.